# Església de Santa Magdalena (Santa Coloma de Queralt)
Església de Santa Magdalena és una obra del municipi de Santa Coloma de Queralt (Conca de Barberà) inclosa en l'Inventari del Patrimoni Arquitectònic de Catalunya.

## Descripció
La façana de pedres carrejades, amb cloquer de doble espadanya. A la part baixada una gran arcada de mig punt amb reixa i una porta d'entrada central de ferro forjat. També hi ha un escut de pedra de la família Requesens que foren els qui la traslladaren pedra a pedra al lloc actual (pati del Castell). Conté una pica d'aigua beneitera
Semblen tres capitells aprofitats per fer de peu de la pica d'aigua beneïda. Estan semi encastat a la paret. Als capitells hi ha representades diverses escenes. Poden provenir de l'antiga capella del Castell o de l'antic hospital de Santa Magdalena.

## Història
L'any 1327 es fundà l'hospital i benefici o Confraria de la Santa Creu. El 1331 un tal Castellolí fundà el benefici de Sta. Magdalena coneguda des d'aquell moment com Església i Hospital de Sta. Magdalena. La vídua d'en Pere de Queralt, Sra. Francesca, i el Carlà Guillem de Santa Coloma, donaren les franqueses perquè s'hi fes. L'any 1922 l'Ajuntament subhastà l'edifici i fou adquirit per la Societat Cooperativa Obrera (Centre Republicà). L'any següent, 1923, el mateix Ajuntament va vendre a la Sra. Josefa de Requesens, propietaria del Castell, la façana de dita església que es reedificà al pati del susdit castell i s'inaugurà el mes de març de 1925.